# Die Geisterinsel (Die drei ???)
Die drei ??? und die Geisterinsel (Originaltitel The Secret of Skeleton Island) ist ein 1966 (in Deutschland 1973) erschienener Jugendkrimi von Robert Arthur und der sechste Band (in Deutschland der elfte) der Jugendbuchreihe Die drei ???. Die Hörspiel-Fassung dazu erschien 1980 als Folge 18. 2007 entstand zu diesem Roman der Film Die drei ??? – Das Geheimnis der Geisterinsel.

## Inhalt
Die drei ??? bekommen von Alfred Hitchcock den Auftrag, zu Peters Vater an die Nordostküste der Vereinigten Staaten zu reisen. Dort liegt eine Geisterinsel, auf der eine Filmcrew, zu der Peters Vater gehört, einen Film dreht. Dort sollen sie beim Dreh eines Kurzfilmes mitwirken und Anhaltspunkte für die Diebstähle auf der Geisterinsel finden. Dabei werden sie u. a. mit den Sagen eines weißen Gespenstes, das in dem stillgelegten Vergnügungspark spukt und eines Schatzes, den ein Pirat versteckt haben soll, konfrontiert. Außerdem wird ihr Freund Chris, ein junger Grieche, verhaftet. Ihm werden die Diebstähle auf der Geisterinsel angelastet. Es war allgemein bekannt, dass Chris versucht hatte, Geld aufzutreiben, um seinem kranken Vater zu helfen.

### Die Auflösung
Die beiden Brüder Bill und Jim Ballinger wurden gerade aus dem Gefängnis entlassen und wollten ihre Beute von der Geisterinsel holen. Dafür mussten sie allerdings die Filmcrew von der Geisterinsel vertreiben, was ihr Komplize Sam, der Wachmann bei der Filmcrew war, mithilfe der Diebstähle versuchte.
Die drei ??? finden einen Teil des Schatzes und geben ihn Chris, der damit seinem Vater helfen kann.

## Kritiken
Im Vergleich zu anderen Folgen wird die Folge durchschnittlich bis gut bewertet. In der Fan-Bewertungsliste der rocky-beach.com schaffte es diese Folge immerhin auf Platz 21.
Björn Backes von Buchwurm.info schrieb, als das Hörspiel zum Start des Filmes erneut erschien:

„Die drei ??? und die Geisterinsel hat sowohl in der literarischen als auch in der Hörspielfassung schon etliche Jahre auf dem Buckel und sich damals zum Start der audiovisuellen Ermittlungen als eines der besten Kapitel in der Historie der drei Detektive etabliert. Insofern stellte sich […] nicht die Frage nach der inhaltlichen Qualität des Hörspiels – welche […] unbestritten hoch ist […]“

## Verkaufszahlen
Genaue Verkaufszahlen gibt Kosmos zwar nicht bekannt, aber laut Angaben in den Büchern lässt sich darauf schließen, dass es 15 Auflagen gab und das Buch somit 1973–1989 (zwölf Auflagen) und 2007–2009 (drei Auflagen) lieferbar war. In den ersten elf Auflagen lassen sich die Auflagenzahlen finden. Insgesamt gab es 195.000. Wenn man bedenkt, dass danach noch vier Auflagen folgten, gehört Die Geisterinsel zu dem am häufigsten aufgelegten Bücher der Serie.
Zum Start des Films erschien 2007 das Buch in einer überarbeiteten Fassung, in der Alfred Hitchcock durch Albert Hitfield ersetzt wurde (Neuauflage 2008) und 2009 erschien das Buch in der Classic Edition, in die ausschließlich Werke des Serienschöpfers Robert Arthur aufgenommen werden.

## Trivia
- In dieser Folge wird das Thema Fremdenfeindlichkeit behandelt. Chris Markos und sein Vater, Einwanderer aus Griechenland, werden von den Einheimischen ablehnend behandelt.
- In Fishingport, dem nächstgelegenen Ort gibt es nur einen Telefon-Gemeinschaftsanschluss. Das heißt, dass jeder die Gespräche, die jemand anderes führt, mithören kann.
- Aufgrund von Justus’ Erkältung kann dieser nicht beim Showdown dabei sein.

## Der Film
2007 erschien eine Verfilmung des Buches. Allerdings hat der Film mit dem Buch wenig gemeinsam. So wurde aus Chris ein Mädchen, die Geisterinsel wurde nach Südafrika verlegt und der Erzfeind der drei ???, Victor Hugenay, der eigentlich gar nichts mit der Geschichte zu tun hatte, war der skrupellose Täter.